# Доплеровский измеритель скорости и сноса
До́плеровский измеритель ско́рости и сно́са (ДИСС) — бортовое радиолокационное устройство, основанное на использовании эффекта Доплера, предназначенное для автоматического непрерывного измерения и индикации составляющих вектора скорости, модуля путевой скорости, угла сноса и координат летательного аппарата, автономно или в комплексе с навигационным оборудованием.
В отличие от указателя скорости манометрического типа, который показывает скорость летательного аппарата (ЛА) относительно воздуха, так называемую воздушную скорость, ДИСС определяет скорость относительно поверхности (путевую скорость).
- Угол сноса — угол между продольной осью ЛА и направлением его движения относительно земной поверхности, обусловлен боковым ветром при полете без скольжения.

## Классификация
- По назначению выделяют самолётные и вертолётные доплеровские измерители:
  - самолётные — для измерения путевой скорости и угла сноса;
  - вертолётные — для определения составляющих вектора полной скорости продольной, поперечной и, иногда, вертикальной.

Главное отличие вертолетных измерителей от самолётных в том, что они должны измерять доплеровский сдвиг частоты практически от нуля и учитывать её знак, а самолётные, так как самолёт летит только вперед с некоторой скоростью полета, измеряют только абсолютное значение (модуль) доплеровского сдвига частоты и при этом при минимальных значениях, отличных от нуля. Поэтому вертолетные измерители сложнее самолётных.
- По виду излучения различают ДИСС с непрерывным немодулированным и частотно-модулированным излучением. Были разработаны также ДИСС с импульсным излучением, но в серийное производство они не пошли. Стандартные диапазоны частот ДИСС — 8,8—9,8 ГГц и 13,25—13,4 ГГц.

## Устройство и принцип действия
Принцип действия ДИСС основан на использовании эффекта Доплера, согласно которому частота принятого сигнала, отражённого от цели, может отличаться от частоты излучённого сигнала, и разница зависит от скорости объектов относительно друг друга.
Для измерения скорости ДИСС имеет антенную систему с несколькими (3 или 4) остронаправленными лучами диаграммы направленности. Принимаемый по каждому из этих лучей отражённый сигнал имеет доплеровский сдвиг частоты прямо пропорциональный проекции вектора скорости самолёта на этот луч. Для измерения вектора скорости достаточно трех лучей, не лежащих в одной плоскости, но иногда используются четыре луча, что дает некоторую избыточность без существенного усложнения конструкции.
Такой метод измерений принципиально требует применения узконаправленных антенн, которые, как правило, имеют значительные габариты. Кроме того, отклонения углов диаграммы направленности антенн от номинального значения, например, из-за температурных деформаций, приводит к погрешностям измерений. Также, направление прихода максимального отраженного сигнала может отличаться от направления максимума диаграммы направленности, если мощность отраженного сигнала резко падает с уменьшением угла падения луча на поверхность, что также приводит к систематическим ошибкам измерения. Этот эффект отражения, который получил название «зеркального эффекта», особенно часто наблюдается над спокойной поверхностью моря. Поэтому при использовании измерителей скорости применяют переключатель «суша-море» для внесения соответствующих поправок в результаты измерений.
Функционально ДИСС включает в себя приёмопередатчик с антеннами, блоки выделения разностных сигналов и измерения их частоты, блоки вычисления векторов скорости, устройства индикации и сопряжения с навигационным оборудованием. Наиболее конструктивно сложным элементом является антенная система. Так как измеритель применяет непрерывное излучение, необходимо применять отдельные антенны для приема и излучения, при этом необходимо обеспечить, чтобы прямое влияние излучения передатчика на вход приемника было минимальным. В измерителях нашли применение два типа антенн, в более старых системах используются две раздельных параболические антенны, с многолучевыми облучателями. В более новых системах применяют более сложную в изготовлении, но меньшую по габаритам волноводно-щелевую антенну, на смену которой постепенно приходит микрополосковая антенная решетка. Конструктивно функциональные узлы ДИСС обычно выполняют в виде двух блоков, высокочастотного блока и низкочастотного блока, а также в состав ДИСС входит блок индикации в кабине экипажа.
В модификациях, разработанных после 2000 года, ДИСС конструктивно выполнен в виде моноблока, включающего в свой состав антенны, высокочастотную и низкочастотную схемы обработки сигнала, а также вычислитель, выполняющий функцию выделения частоты Доплера и расчёта скорости летательного аппарата. Современные ДИСС выдают данные о скорости летательного аппарата и угле сноса в цифровом виде для последующей индикации блоками индикации или обработке в комплексе бортового оборудования летательного аппарата.

## Примеры отечественных ДИСС
- Вертолётные
  - ДИВ-1 — Ми-8Т, Ми-17
  - ДИСС-15 — Ми-8, Ми-14, Ми-17, Ми-24
  - ДИСС-32 — Ка-32, Ми-171
  - ДИСС-32-90 — Ми-26
  - ДИСС-32-28 — Ка-52, Ми-24П, Ми-35П, Ми-26Т2В
- Самолётные
  - ДИСС-1 — Бе-12, М-4Р, Ту-16К-16, Ту-22, Ту-126
  - ДИСС-3А «Стрела» — Як-28ПП
  - ДИСС-3П — Ан-22
  - ДИСС-5 — Ан-12
  - ДИСС-7 — МиГ-23, МиГ-25, МиГ-27, Су-17М2/М3/М4, Су-24, Су-25, Су-27, Ту-22М, Ту-142
  - ДИСС-013 — Ан-12БП, Ан-22, Ан-26, Ан-30, Ил-62, Ил-76, Ту-134, Ту-154
  - ДИСС-016 — Як-42
  - ШО-13Г — Ан-74
  - Д001 — Ил-76МД-М, Ил-78М, Ил-76МД-90А